# Baray occidentale

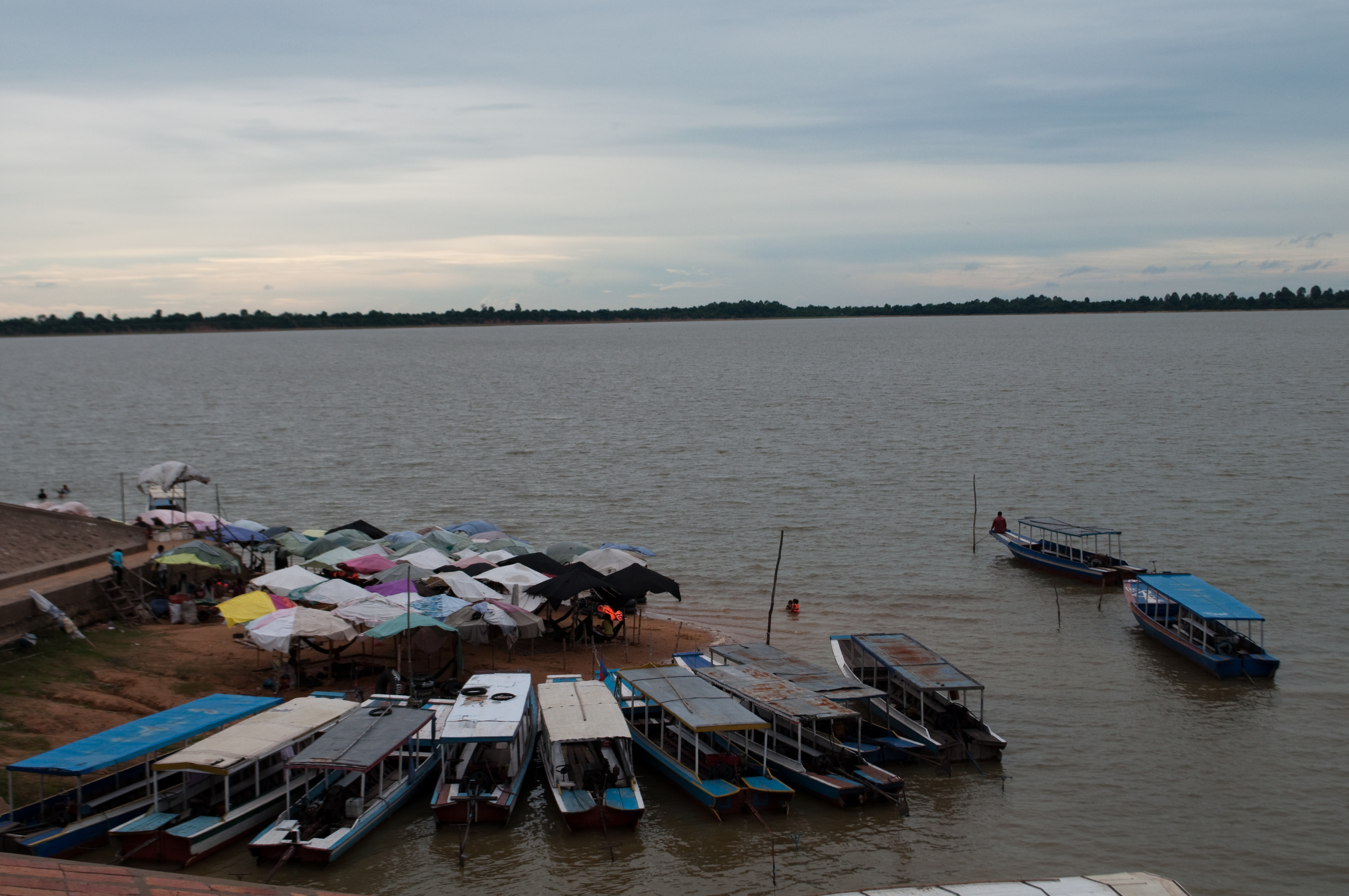
Spiaggia del baray occidentale

Il Baray occidentale è il maggiore dei baray (bacino idrico artificiale) di Angkor, in Cambogia. Di forma rettangolare, misura all'incirca 8 per 2,2 km ed è situato ad ovest di Angkor Thom. Fu costruito durante il regno di Suryavarman I e nella parte occidentale contiene ancora oggi dell'acqua. Nel mezzo del baray, su un'isola artificiale, si trova il Mebon occidentale, costruito dal re successivo, Udayadityavarman II.